# Lemoyne (film)
Lemoyne è un documentario del 2005 diretto da Simon Beaulieu, Benjamin Hogue e Christian Laramée e basato sulla vita del pittore canadese Serge Lemoyne.